# 1870 en chimie
Cet article présente les faits marquants de l'année 1870 en chimie.

## Naissances
- 16 janvier :
  - Wilhelm Normann[1] (mort en 1939), chimiste, biologiste, géologue et entrepreneur allemand.
  - Marcel Mérieux[2] (mort en 1937), biochimiste français.
- 12 juin[3] : Amand Valeur (mort en 1927), chimiste et pharmacologue français.
- 21 juin[4] : Clara Immerwahr (morte en 1915), chimiste allemande.
- 27 juillet : Bertram Boltwood (mort en 1927), radiochimiste américain.
- 24 septembre[5] : Georges Claude (mort en 1960), physicien et chimiste français.

## Décès
- 4 avril[6] : Heinrich Gustav Magnus (né en 1802), physicien et chimiste allemand.
- 7 avril[7] : Claude Félix Abel Niépce de Saint-Victor (né en 1805), physicien et chimiste français.
- 30 septembre : William Allen Miller (né en 1817), chimiste britannique.
- 30 novembre[8] : Gustav Bischof (né en 1792), géochimiste et géologue allemand.